# Парисув (Ґарволінський повіт)
Парисув (пол. Parysów) — село в Польщі, у гміні Парисув Ґарволінського повіту Мазовецького воєводства.
Населення — 1083 особи (2011).
У 1975-1998 роках село належало до Седлецького воєводства.

## Демографія
Демографічна структура станом на 31 березня 2011 року:
|          | Загалом | Допрацездатний вік | Працездатний вік | Постпрацездатний вік |
| -------- | ------- | ------------------ | ---------------- | -------------------- |
| Чоловіки | 513     | 121                | 348              | 44                   |
| Жінки    | 570     | 130                | 316              | 124                  |
| Разом    | 1083    | 251                | 664              | 168                  |